# Конха
Конха (conca, concae-клас.лат., concha–късен лат. – мидена черупка, мида, вдлъбнатина) e елемент от архитектурата на базиликата, ниша с план – полукръг или сегмент от кръг, отворена към вътрешността на сградата и ясно изразена на фасадата. Конхата обичайно е по-ниска от корниза на сградата и откъм вътрешността е завършена с четвърт сферичен свод. На фасада оформлението може да бъде изразено както чрез кръгла или дъговидна стена, така и чрез прави стени, оформящи и затварящи кръглата форма на конхата. Отвън покритието на конхата е подчинено преди всичко на опазващите функции на всеки покрив – като стремежът е да се предпази фасадата от негативно климатично влияние, вкл. и чрез стрехи. Полукръглите ниши в ос на ходовата линия на базиликалните сгради е прието да се наричат апсиди. Апсидата е вид конха.
Конхите в църковните сгради се използват още в раннохристиянското църковно строителство в Източната римска империя и България. Разпространението им в романската архитектура е свързано и със забележителното им развитие като едни от най-декоративните архитектурни форми на романските черкви. Прието е в църковното строителство конхи да се наричат предимно полукръглите и овалните ниши, оформени на външните стени, успоредни на ходовата линия, от двете страни на олтарните пространства, в България – на северната и на южната стена. От гледна точка на богослужебните функции тези конхи се наричат певници, поради това, че в тях се разполагат църковните хорове, както и помощните свещенослужители, които участват в богослужението.
Централната конха – апсида е пряко свързана с олтара на черквата. В източноправославните черкви това място е сакрално и в него не може да влиза всеки. Освен централната апсида, от двете ѝ страни може да се изградят допълнителни, по-малки апсиди с помощно за богослужението предназначение – апсидиоли. Когато, обаче, се преценява принадлежността на църковната сграда към някой от архитектурните типове, всички ниши се наричат конхи – например „триконхалните“ черкви включват източната, южната и северната ниша, независимо от това, че нишите може да са еднакви по размер или олтарната апсида да е по-обширна.

## Примери
- Беловска базилика – Белово (5 – 6 век)
- Черква „Свети Йоан Предтеча“ – Кърджалийски манастир
- Червената черква – Перущица (5 – 6 век)
- Черква „Свети Никола“ – село Студена, Пернишко[3]
- Черква „Св. пророк Илия“ – Тетевенски манастир